# 砧桥站
砧橋站（韓語：침교역）是朝鮮民主主義人民共和國黄海北道新溪郡砧橋里的一個鐵路車站，属于青年伊川线。

## 邻近车站
青年伊川线
岐灘站 - 砧橋站 - 新溪站